# Biceștii de Sus
Biceștii de Sus – wieś w Rumunii, w okręgu Vrancea, w gminie Dumitrești. W 2011 roku liczyła 605
mieszkańców